# Amylirosa aurantiorum
Amylirosa aurantiorum är en svampart som beskrevs av Speg. 1921. Amylirosa aurantiorum ingår i släktet Amylirosa, ordningen Dothideales, klassen Dothideomycetes, divisionen sporsäcksvampar och riket svampar.   Inga underarter finns listade i Catalogue of Life.